# Alonso del Arco
Pour les articles homonymes, voir Del Arco.

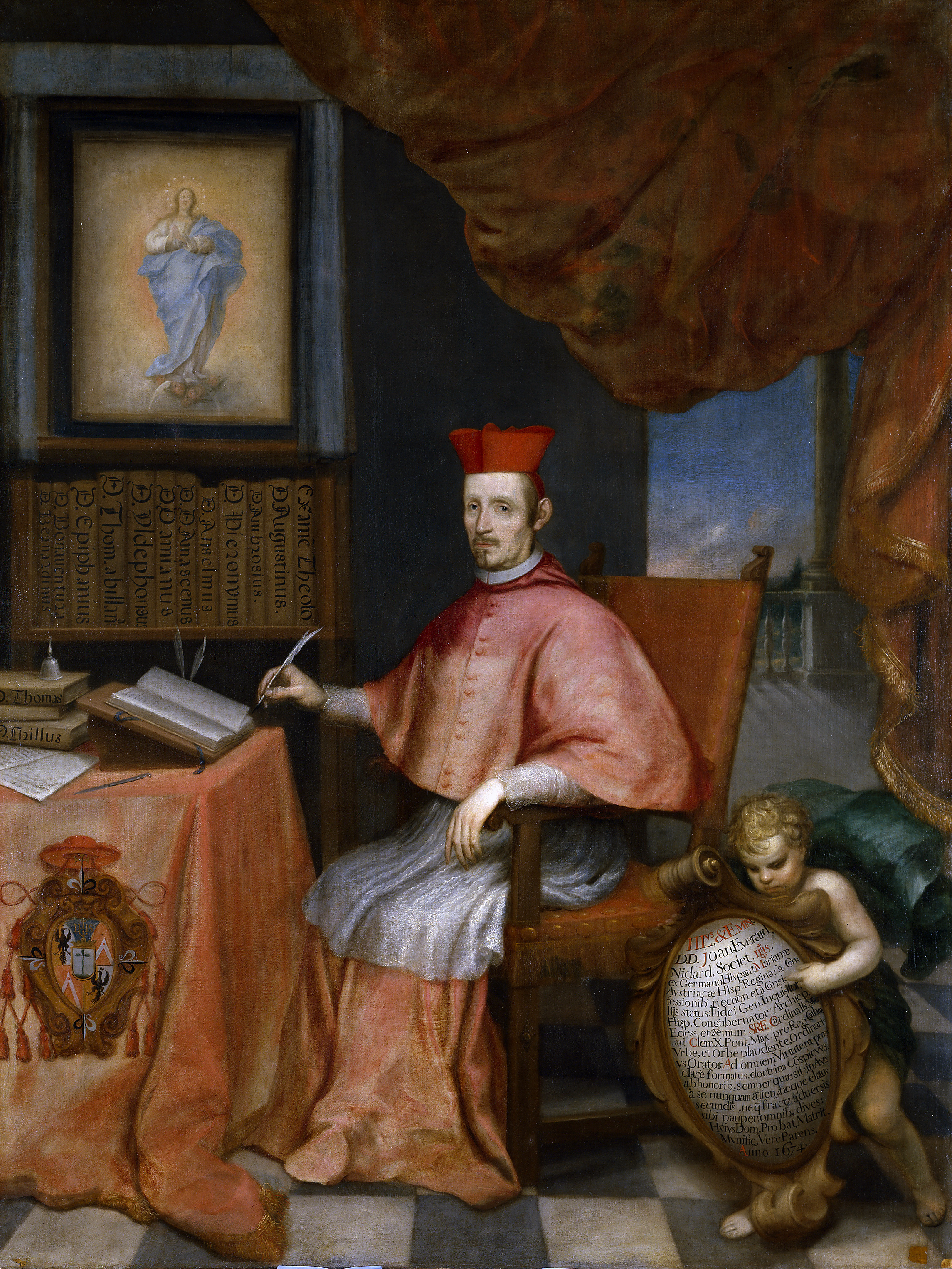
Portrait de Juan Everardo Nithard, 1674, maintenant au Museo del Prado

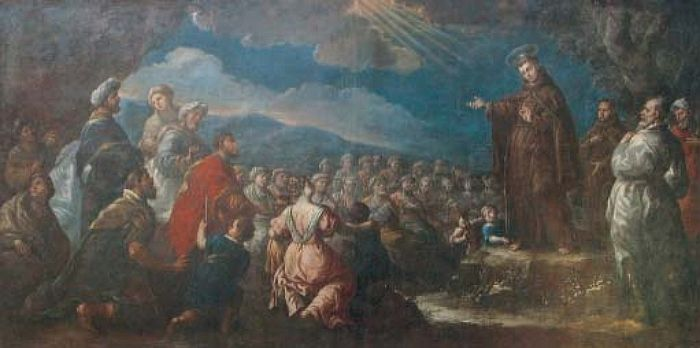
La prédication de Saint Antoine de Padoue, une peinture de 2,5 par 5m maintenant au Museo de San Antolín à Tordesillas

Alonso del Arco, né vers 1635 apparemment à Madrid et mort le 19 août 1704 dans la même ville, est un peintre espagnol.

## Biographie
Alonso del Arco naît vers 1635 apparemment à Madrid.
Il est un disciple d'Antonio de Pereda. Sourd de naissance, on l'appelle "El Sordillo de Pereda". Il est un peintre éminent, aussi bien d'histoire que de portraits. Plusieurs de ses tableaux sont mentionnés par Palomino, en particulier la Conception miraculeuse et l' Assomption de la Vierge, dans le cloître des Trinitarios Descalzos à Madrid, et dans l'église de San Salvador se trouve un beau tableau de Santa Teresa. Cean Bermudez dénombre un grand nombre de ses œuvres dans les églises de Madrid et dans d'autres bâtiments publics à travers l'Espagne. 
Il meurt le 19 août 1704 à Madrid.